# Tom Lenk
Thomas Loren Lenk (ur. 16 czerwca 1976 w Westlake Village w stanie Kalifornia, USA) – amerykański aktor telewizyjny i filmowy. Najbardziej znany z powracającej roli jako Andrew Wells w serialu Buffy: Postrach wampirów.

## Życiorys

### Młodość
Thomas (Tom) Loren Lenk urodził się w Westlake Village, California, USA w dniu 16 czerwca 1976. Tom uczestniczył w Moorepark Kolegium do jego młodszy roku, a następnie przeniesione do programu teatru UCLA. Nie trwało długo, zanim inni zaczęli dostrzegać talent Toma, a w 1997 r. Tom wygrał.

### Kariera
Tom ukończył z tytułem Bachelor of Arts z UCLA. Od dyplomu, Tom miał szeroki wybór miejsc pracy działających, zarówno w filmie, w telewizji lub na scenie. W szczególności, Tom koncertował z Europejskiego Obsada smaru odgrywa rolę Doody. Działając i śpiewu nie tylko talentu Toma, on jest także dramaturg, po trzy sztuki napisane do tej pory. Grając na geekster Andrew „Buffy the Vampire Slayer” (1997) z kohorty przestępczości Warren (Adam Busch) i Jonathan (Danny Strong) to gdy Tom jest teraz, i nie ma o tym, co ten utalentowany aktor mógłby stać się w przyszłości.

## Filmografia
- Dom w głębi lasu (The Cabin in the Woods) (2012) jako Ronald
- The Reapers (2010)
- Bogeyman 2 (2007) jako Perry
- Transformers (2007) jako Analyst
- Równych Szans (Equal Opportunity, 2007) jako Thomas
- Numer 23 (The Number 23, 2007) jako Bookstore Clerk
- Pragnienie (The Thirst, 2006) jako Kronos
- Komedia romantyczna (Date Movie, 2006) jako Frodo
- Loretta (2005) jako Billy
- Bandwagon (2004) jako Tom Lenk
- Straight-Jacket (2004) jako Teddy
- Window Theory (2004) jako Sean
- And Then Came Summer (2000) jako Pijany chłopak w partii
- Boy Next Door (1999) jako Chris
- Boogie Nights (1997) jako Uncle Floyd’s Boy # 2

Seriale telewizyjne
- 2009: Trust Me
- 2008: Nie przeszkadzać (Do Not Disturb) jako Victor
- 2008: Kim jest Samantha? (Samantha Who?) jako Urzędnik Coffee Shop
- 2008: Eli Stone jako WPK Assistant
- 2008: G.I.L.F jako Tevor
- 2007: Pielęgniarki (Nurses) jako MRI Technican
- 2006: Jak poznałem waszą matkę (How I Met Your Mother) jako Facet
- 2005: Dr House (House) jako Allen
- 2004: Joey jako Thomas
- 2004: Sześć stóp pod ziemią (Six Feet Under) jako Młody poeta
- 2004: Anioł ciemności (Angel) jako Andrew Wells
- 2004: Mistery Girl
- 2001: Ruling Class
- 2001: Popularne (Popular) jako Facet
- 2000-2003: Buffy: Postrach wampirów (Buffy the Vampire Slayer) jako Andrew Wells
- 2000: Potyczki Amy (Judging Amy) jako Alan Higgins